# Kamel Chebli
Kamel Chebli (Ciudad de Túnez, Protectorado francés de Túnez, 9 de marzo de 1954) es un exfutbolista y entrenador de fútbol de Túnez que jugó en la posición de defensa.

## Carrera

### Club
Jugó toda su carrera con el Club Africain de 1974 a 1987, con el que fue campeón nacional en tres ocasiones, una copa nacional, una supercopa y tres veces la Copa de Campeones Magreb.

### Selección nacional
Jugó para Túnez en 33 ocasiones de 1976 a 1981 y anotó un gol, participó en la Copa Mundial de Fútbol de 1978 y en la Copa Africana de Naciones 1978.

### Entrenador
| Periodo   | Club              |
| --------- | ----------------- |
| 1993-1994 | US Monastir       |
| 1994-1995 | CS Cheminots      |
| 1995      | SC Ben Arous      |
| 1996-1997 | AS Ariana         |
| 1998      | SC Ben Arous      |
| 1998-1999 | Al-Shaab CSC      |
| 2000-2001 | Grombalia Sports  |
| 2001-2002 | CO Médenine       |
| 2002-2003 | AS Djerba         |
| 2004      | ES Béni Khalled   |
| 2005      | Club Africain     |
| 2005      | Al-Nasr Salalah   |
| 2006-2007 | Al-Hilal Benghazi |
| 2007-2008 | AS Kasserine      |
| 2008-2009 | Dibba Al-Hisn SC  |
| 2009-2010 | AS Marsa          |

## Logros

### Jugador
- CLP-1 (3): 1974, 1979, 1980
- Copa de Túnez (1): 1976
- Supercopa de Túnez (1): 1979
- Copa de Campeones Magreb (3): 1974, 1975, 1976

### Entrenador
- CLP-2 (1): 2010